# Баризоне I (Торрес)
Баризоне I (Barisone I) — первый судья Торреса (Логудоро), о котором имеются достаточно достоверные сведения.
Считается, что он — сын Гоннарио I де Лакон-Гунале (Gonnario I de Lacon-Gunale) — легендарного судьи Арбореи и Торреса в период, когда Сардинию на короткое время (1016—1022) захватил эмир Муджахид аль-Муваффак.
В книге Джованни Франческо Фара (Giovanni Francesco Fara) De Rebus Sardois, изданной в 1579 году, говорится, что в понтификат Александра II около 1061 года кардинал Лев Остийский назначил двух правителей Сардинии: Баризоне в Логудоро и Торкиторио в Кальяри:
```
Leo Cardinalis Ostiensis sedente Alexandro Papa II circa annum 1060 nominat duos reges Sardiniae nempe Barisonem et Torquitorium quorum quidem unum Logudorii alterum Caralis regem fuisse.
```

Имеется в виду не назначение, а подтверждение их полномочий в качестве правителей. И кардиналом Остии в то время был Пётр Дамиани.
Вероятно, как и предполагаемый отец - Гоннарио I де Лакон-Гунале, он также правил и в Арборее, но уже в 1060-е годы там был избран свой судья.

Далее Баризоне I упоминается в документе 1064 года в качестве дарителя монастырю Монте Кассино.
В хартии от 14 октября 1073 года судьёй Торреса назван Мариано I — сын Баризоне I. Значит, сам он к тому времени уже умер.